# Pedicularis taquetii
Pedicularis taquetii är en snyltrotsväxtart som beskrevs av Tsoong. Pedicularis taquetii ingår i släktet spiror, och familjen snyltrotsväxter. Inga underarter finns listade i Catalogue of Life.